# بروسونتة سيلانية
بروسونتة سيلانية (الاسم العلمي:Broussonetia zeylanica) هي نوع من النباتات تتبع جنس البروسونتة من الفصيلة التوتية.